# Scott McKenna
Scott Fraser McKenna (* 12. November 1996 in Kirriemuir) ist ein schottischer Fußballspieler, der aktuell bei Dinamo Zagreb in Kroatien unter Vertrag steht. Seit 2018 ist er zudem in der schottischen Fußballnationalmannschaft aktiv.

## Karriere

### Vereine
Scott McKenna wurde im Jahr 1996 in Kirriemuir, einem Ort in der schottischen Region Angus, geboren. Seine Karriere begann er in der Jugend des FC Aberdeen. Noch bevor er zu seinem Debüt in der Profimannschaft der Dons gekommen war, wurde McKenna von Februar bis Mai 2015 an den schottischen Drittligisten Ayr United verliehen. Für den Verein absolvierte er 12 Spiele in der Scottish League One. Im Januar 2016 spielte McKenna während einer Monatsleihe dreimal für den Zweitligisten Alloa Athletic. Nach seiner Rückkehr nach Aberdeen debütierte der Innenverteidiger im Februar 2016 in der ersten Mannschaft. Der 19-Jährige debütierte dabei in der Partie gegen den FC St. Johnstone, als er in der 88. Spielminute für Simon Church eingewechselt wurde. An den letzten beiden Spieltagen der Saison 2015/16 stand er gegen Heart of Midlothian und Ross County jeweils in der Startelf. 
Im September 2020 wechselte er für eine Ablösesumme von drei Millionen Pfund zum englischen Zweitligisten Nottingham Forest. In seiner zweiten Spielzeit in Nottingham stieg der als Stammspieler in der Abwehr von Forest agierende McKenna mit seiner Mannschaft in die Premier League auf. Nach dem Saisonende wurde er von den Fans des Vereins zum Spieler der Saison 2021/22 von Nottingham Forest gewählt.
Ende Januar 2024 wechselte er leihweise zum FC Kopenhagen. Für den Tabellendritten der Dänischen Superliga 2023/24 bestritt er dreizehn Ligaspiele, zudem kam er zu zwei Einsätzen in der UEFA Champions League 2023/24. Nachdem sein Vertrag in Nottingham ausgelaufen war, wechselte der 27-Jährige ablösefrei zum spanischen Erstligisten UD Las Palmas und unterzeichnete einen Dreijahresvertrag.
Im Juli 2025 wechselte er nach Kroatien zu Dinamo Zagreb.

### Nationalmannschaft
Scott McKenna absolvierte zwischen 2013 und 2015 vierzehn Spiele für die schottische U-19. Er debütierte für die Mannschaft am 12. Oktober 2013 gegen Belarus und spielte letztmals für diese am 31. März 2015 gegen Kroatien. Am 5. September 2017 gab er sein Debüt in der U-21 gegen die Niederlande. Im März 2018 wurde McKenna erstmals in den Kader der A-Nationalmannschaft von Schottland berufen. Der neue Nationaltrainer Alex McLeish nominierte ihn für die Länderspiele gegen Costa Rica und Ungarn. Gegen Costa Rica gab er sein Länderspieldebüt.
Zur Fußball-Europameisterschaft 2021 wurde er in den schottischen Kader berufen, kam aber mit diesem nicht über die Gruppenphase hinaus.